# Valle de las Caderechas
El valle de las Caderechas es un territorio del Norte de la provincia de Burgos (Castilla y León, España), integrado administrativamente en la comarca de La Bureba. Está situado físicamente en el extremo Noroeste de la cuenca burebana, al Este del páramo de Masa y al Sur del valle de Valdivielso.

## Administración
Forma parte del partido judicial de Briviesca y convencionalmente comprende las localidades de: Aguas Cándidas, Bentretea, Cantabrana, Castellanos de Bureba, Herrera de Valdivielso, Hozabejas, Huéspeda, Madrid de las Caderechas, Ojeda, Padrones de Bureba, Quintanaopio, Río-Quintanilla, Rucandio, Salas de Bureba y Terminón.
Por el pequeño tamaño y escasa población, todas las localidades del valle de las Caderechas se reparten en seis municipios: Aguas Cándidas, Cantabrana, Oña, Rucandio, Salas de Bureba y Padrones de Bureba. Para la dotación de ciertos servicios básicos, todos los municipios y pedanías se agrupan en la Mancomunidad Oña-Bureba-Caderechas.

## Etimología
El topónimo Caderechas se ha relacionado tradicionalmente con el término latino "Cataractae" y su evolución al castellano moderno: cataratas (cascadas o saltos grandes de agua). Aunque esta teoría no está demostrada y parece no tener una base firme, atendiendo a documentación del siglo XI en la que se denomina a la zona con los nombres de: "Cadereggias" y "Caderregas"; por lo que se intuye un significado original y una evolución muy diferente al planteado.

## Situación
Para acceder al valle de las Caderechas puede hacerse de tres maneras: por la localidad de Terminón (a través de la N-232, desde Oña o Cornudilla); por la localidad de Salas de Bureba (a través de la BU-V-5028, desde Poza de la Sal) y, por último, desde el páramo de Masa (CL-629) a través de las localidades de Escóbados de Arriba y Escóbados de Abajo (BU-V-5024), entrando a él por Hozabejas.

## Morfología
El valle de las Caderechas es una sucesión de valles interconectados, formados como producto de la erosión sistemática de la plataforma tabular del páramo de Masa por parte de las corrientes fluviales que, provenientes de Los Altos y de La Bureba, buscaban una salida de evacuación para sus aguas. Ese sumidero natural lo encuentran hoy en el angosto desfiladero del río Oca, próximo a la localidad de Oña.
La erosión permanente de las paredes calcáreas exteriores del páramo de Masa acabó conformando un gran meandro fluvial que es lo que hoy conocemos como el valle de las Caderechas. Este mismo efecto, replicado en la vertiente Norte por el río Ebro, continua aún modelando la Sierra de Tablones (1248 metros) que separa y limita con el vecino valle de Valdivielso.
Las zonas rocosas interiores, de mayor dureza y antigüedad del valle de las Caderechas, permanecen hoy alineadas a modo de testigos de este proceso de vaciamiento, siendo El Mazo (1035 metros), Castilviejo (1079 metros) y Peña Alborto (979 metros) algunas de las elevaciones más destacadas del territorio. Este sistema central de cumbres montañosas son la continuación por el sector Noroeste de los vecinos Montes Obarenes, resultado del mismo fenómeno alpino de cabalgamiento frontal (falla), que desde Navarra avanza en esta dirección hasta llegar a los Picos de Europa.

## Paisaje
Separado por importantes barreras, el valle de las Caderechas se configura como un espacio caracterizado por un frondoso y llamativo paisaje donde el monte y el bosque se muestran aquí omnipresentes, compartiendo su protagonismo con la explotación de frutales, especialmente de cerezos y manzanos.

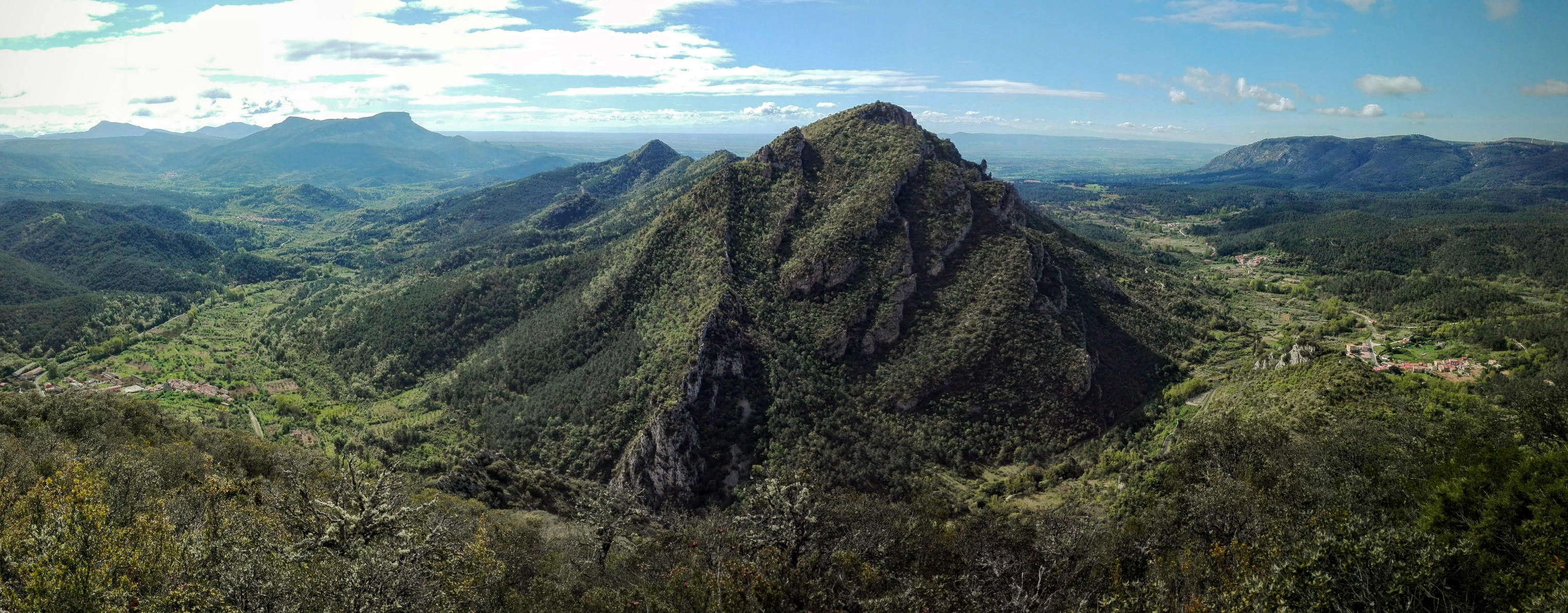
Vistas del valle de las Caderechas desde la cumbre de El Mazo (1035m).

La repoblación sistemática de pino resinero (pinus pinaster), llevada a cabo durante el siglo XX en sus motes, ha marcado definitivamente la fisonomía de su paisaje. El interés por esta especie radicaba en su alto aprovechamiento, basado en la extracción de resina y la explotación maderera. La caída de la rentabilidad de estas actividades, durante las últimas décadas, ha brindado la oportunidad a las especies autóctonas de recuperar parte del espacio y riqueza perdidos. Este bosque en estado natural está compuesto por diversas especies, como: encina, quejigo, roble albar, pino silvestre, carrasca, madroño, serbal, avellano, nogal, etc.
El territorio del valle de las Caderechas se encuentra en su mayor parte incluido dentro de la red de espacios ‘Natura 2000’ por el destacado valor del medio natural que alberga. En él se dan lugar un buen número de aves y rapaces, como: buitre leonado, águila real, halcón peregrino, mochuelo, etc.; así como otras tantas especies de fauna terrestre, tales como: corzo, jabalí, zorro, ardilla, tejón, etc.
Enorme expectación también es la que despierta, todas las primaveras, la floración de los cerezos y otros frutales; quienes por su elevado número y vistosidad captan la atención de cada vez mayor número de visitantes.

## Patrimonio
Habitado probablemente desde la protohistoria y con un poblamiento continuado (al menos) de más de 1000 años, las localidades y parajes del valle de las Caderechas atesoran un destacado patrimonio artístico, arquitectónico, cultural y etnográfico.
Muchas son las muestras de patrimonio mueble e inmueble (románico, gótico, renacentista, barroco y neoclásico) repartido en iglesias y ermitas por todo el territorio, así como numerosos los testimonios singulares de arquitectura e ingeniería civil (torreones medievales, casas blasonadas, puentes históricos, restos de calzadas, canales y acueductos, etc.).
No debemos de olvidar tampoco las muestras de arquitectura popular y su rico patrimonio pre-industrial (molinos, hornos, lagares, minas, etc.), así como romerías populares, eremitorios rupestres, conjuntos urbanos singulares y necrópolis medievales que, entre otros bienes patrimoniales, aún se conservan.

## Fruta
El valle de las Caderechas es un territorio rico en frutales y productos de huerta. Especialmente abundantes son los manzanos y cerezos, así como reconocidos sus frutos. Su particular localización interior, la altitud del terreno y los tipos de variedades que aquí se cultivan, confieren a estos productos de cualidades muy apreciadas por el consumidor.
Su calidad está refrendada por las respectivas Marcas de Garantía, concedidas en 2004 por el Instituto Tecnológico Agrario de la Junta de Castilla y León, para la cereza y la manzana reineta del valle; bajo las denominaciones de: "Cereza del Valle de Las Caderechas" y "Manzana Reineta del Valle de Las Caderechas".
La denominación "Cereza del Valle de Las Caderechas" admite hasta diez variedades, cada una con diferentes propiedades de sabor, olor y presencia. Las cerezas de tipo fresona y negra tardía son las más tradicionales y extendidas, pero se cultivan también aquí otras variedades, como: burlat, stark hardy giant, summit, sunburst, lapins, rainier, van y guinda garrafal. La recolección de estas comienza en el mes de junio y se prolonga hasta entrado el mes de agosto, característica que proporciona frutos de gran calidad en un momento avanzado del año.
Por su parte, la denominación "Manzana Reineta del Valle de Las Caderechas" cuenta con dos variedades: reineta blanca (de mayor acidez) y reineta gris (con su herrumbre o moteado característico). La recolección de estas se inicia a lo largo del mes de septiembre y su conservación se realiza de forma natural, sin el uso de cámaras de conservación o maduración.